# Reuben Phillips (Jazzmusiker)
Reuben Phillips (* 1920 oder 1921 in Providence, Kentucky; † 13. Februar 1974 in San Juan, Puerto Rico) war ein US-amerikanischer Jazzmusiker (Alt- und Baritonsaxophon, Arrangement).

## Leben und Wirken
Phillips besuchte das Alabama State Teacher’s College und spielte ab 1943 bei Andy Kirk, bei dem er bis Ende 1946 blieb. In den 1950er-Jahren arbeitete er mit Jazz- und R&B-Musikern wie Willis Jackson, Big John Greer, Mabel Scott, Milt Buckner, Count Basie, Louis Jordan, Gene Redd, Annisteen Allen, Sammy Lowe, Little Willie John und George Rhodes, 1960 mit Dud Bascomb. 
Insgesamt 19 Jahre leitete Phillips die Hausband des New Yorker Apollo Theater; 1969 nahm er unter eigenem Namen ein erstes Album auf (Manhattan...3:00 A.M.); in der Bigband spielten u. a. Harold „Money“ Johnson, Ray Copeland, Buster Cooper, Eric Dixon, Seldon Powell, Haywood Henry, George Barrow, Skeeter Best und Bill English. Ein weiteres Album entstand 1961 (Big Bad Band at the Apollo), u. a. mit Jesse Drakes und Billy Butler. Im Bereich des Jazz war er zwischen 1943 und 1971 an 39 Aufnahmesessions beteiligt, zuletzt mit Erskine Hawkins (Live at Club Soul Sound).
Phillips, der auch mit Künstlern wie Nancy Wilson, The Supremes und Isaac Hayes gearbeitet hatte, starb 1974 im Alter von 53 Jahren an den Folgen eines Herzinfarkts, als er sich in Puerto Rico zu einem Konzert in der Show von Sammy Davis Jr. aufhielt.